# Jiahe
För andra betydelser, se Jiahe (olika betydelser).
Jiahe, tidigare romaniserat Kiaho, är ett härad som lyder under Chenzhous stad på prefekturnivå i Hunan-provinsen i sydöstra Kina.